# Detre (keresztnév)
A Detre germán eredetű férfinév, a Dietrich megmagyarosodott alakja, jelentése: nép + hatalmas.

## Gyakorisága
Az 1990-es években szórványos név, a 2000-es években nem szerepel a 100 leggyakoribb férfinév között.

## Névnapok
- július 1.[2]
- július 9.[2]
- augusztus 24.[2]
- december 15.[2]

## Híres Detrék
- Bebek Detre nádor